# Jaçanã-de-crista
A jaçanã-de-crista ou jaçanã-galo (Irediparra gallinacea) é uma espécie de ave caradriforme da família dos jacanídeos, é a monotípica no gênero Irediparra. Como outras espécies de jaçanãs, está adaptado à vegetação flutuante de áreas úmidas tropicais de água doce, como lagos e lagoas. Habita parte da Oceania e várias ilhas asiáticas.

## Descrição

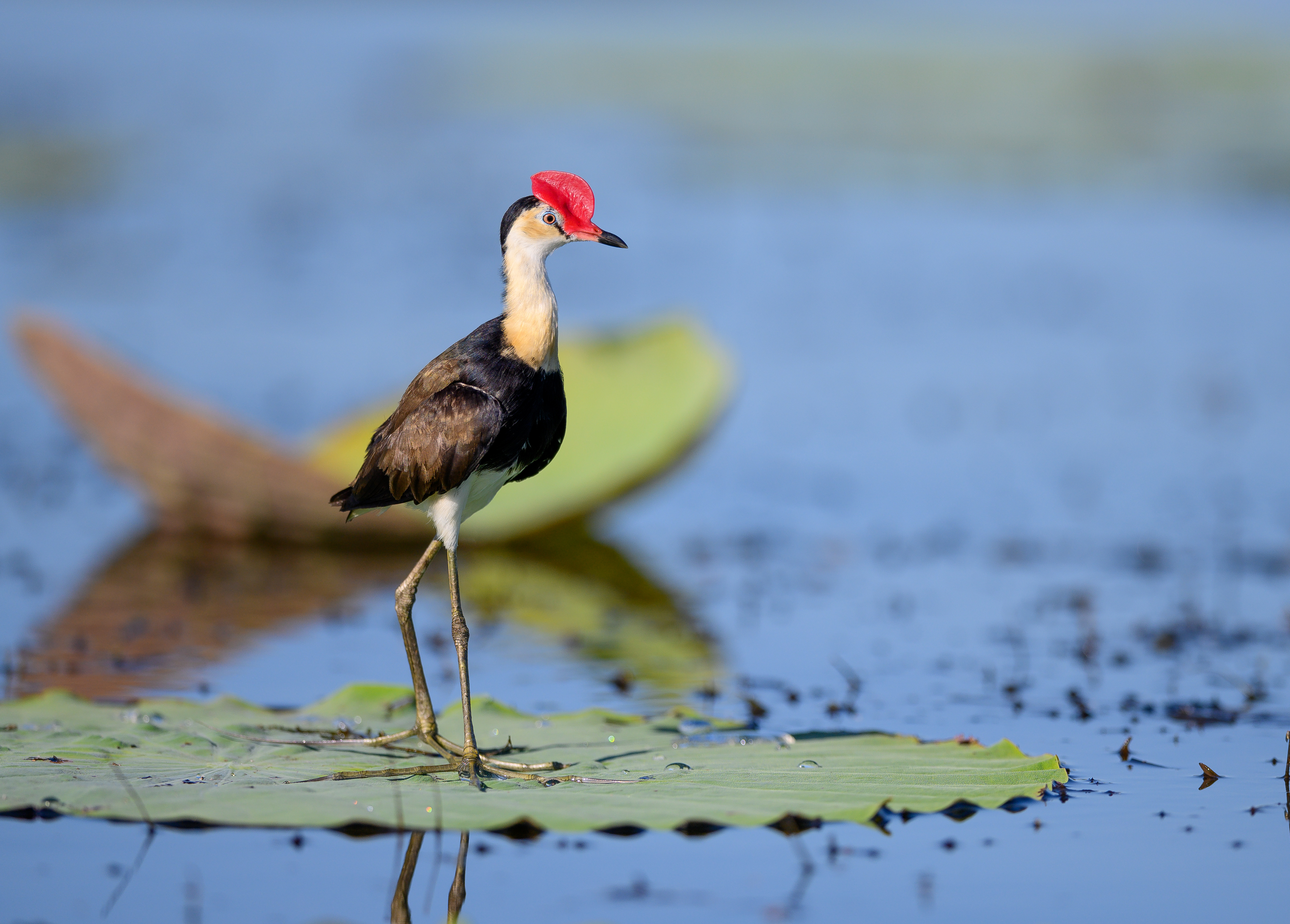
Jacanã-de-crista em Corroboree Billabong, Território do Norte, Austrália

Esta espécie é inconfundível. Possui uma coroa e nuca negras com uma crista vermelha carnuda cobrindo a testa e a parte inferior, contrastando com o rosto e a garganta brancos. A crista é mais rosada em adultos reprodutores, e mais laranja quando estiver fora de reprodução. Há uma larga faixa preta na parte inferior do peito em contraste com a barriga branca. As penas sob as asas, que aparecem mais proeminentemente em voo, são pretas. Dorso e asa superior de tonalidades marrom-acinzentada com tetrizes primárias pretas, alcatra e cauda. As pernas longas com dedos extremamente longos se arrastam durante o voo. O macho é ligeiramente menor que a fêmea, e mede 20–22 cm de comprimento e pesa 68–84 g. Já a fêmea mede 24–27 cm de comprimento e pesa 120–150 g. A envergadura varia de 39 a 46 cm.

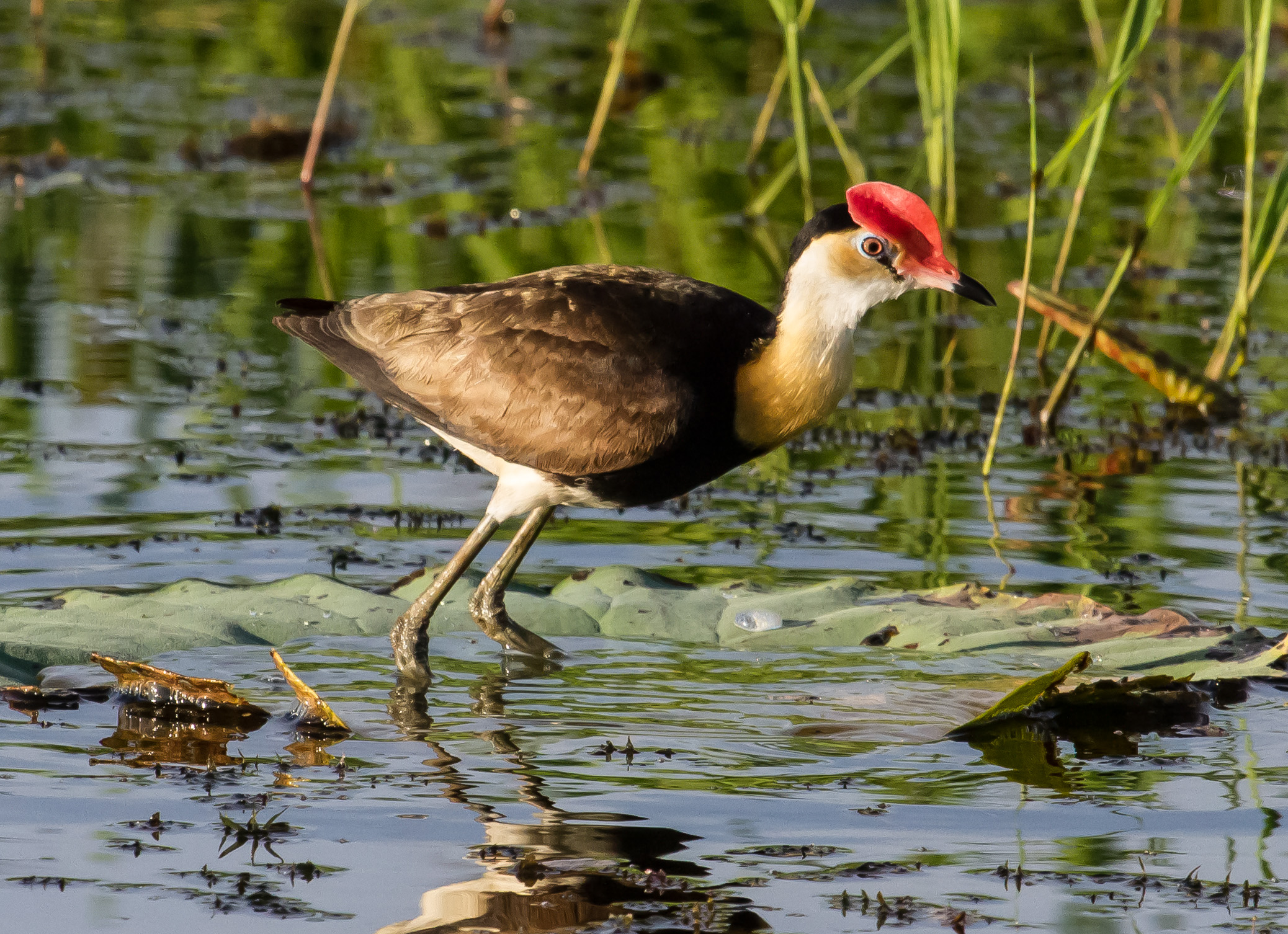
Indivíduo em Middle Point, Território do Norte; Austrália

## Distribuição e habitat
Ocorre no sudeste de Bornéu, sul das Filipinas, Celebes, Molucas, Pequenas Ilhas da Sonda, norte e sudeste da Nova Guiné, Nova Bretanha (Lago Lalili) e norte e leste da Austrália. Seu habitat são grandes pântanos de água doce, pântanos e lagos com abundante vegetação flutuante, como nenúfares ou aguapés, formando um tapete na superfície da água sobre o qual consegue caminhar. Embora a espécie seja rara e localizada, ela não está globalmente ameaçada.

## Comportamento
A jaçanã-de-crista caminha de forma deliberadamente lenta. Muitas vezes se reúne em bandos. Quando perturbada, voa baixo sobre a água e pousa novamente em vegetação aberta.

#### Reprodução
A jaçanã-de-crista é poliândrica. Constrói um ninho frágil na vegetação flutuante ou emergente, no qual a fêmea deposita quatro ovos castanhos claros e brilhantes, cobertos por manchas pretas. Apenas os machos incubam. Os filhotes nascem bem desenvolvidos e logo deixam o ninho, costumam a esconderem-se nos ramos de vegetação ao redor da água quando o macho emite chamados de alarme.

#### Alimentação
Se alimenta de sementes, como de Nymphaea (Nymphaceae), insetos aquáticos, larvas como as de Pyralidae e Lepidoptera, geralmente colhidos da vegetação flutuante na superfície da água, também se alimenta de alguns pequenos invertebrados, como girinos e crustáceos.

#### Vocalização
Esta espécie emite um chamado estridente e agudo, também descrito como um trinado estridente.

## Subespécies
Apresenta três subespécies reconhecidas:
- Irediparra gallinacea gallinacea: ocorre no sul de Bornéu, Celebes, Mindanau, Molucas e Pequenas Ilhas da Sonda
- Irediparra gallinacea novaeguineae: ocorre no norte e centro da Nova Guiné, Misool e Ilhas Aru
- Irediparra gallinacea novaehollandiae: ocorre no sul da Nova Guiné e norte da Austrália